# 武裝深海蟹
武裝深海蟹，是深海蟹屬的一个种，生长于日本房总半島以南到九州沿岸的温带50-100m深的海底。特色是体型大（12cm到15cm宽），色黑多棘。在日本又稱“松葉蟹”，但並非常見之灰眼雪蟹或花咲蟹。